# Agata Zbylut

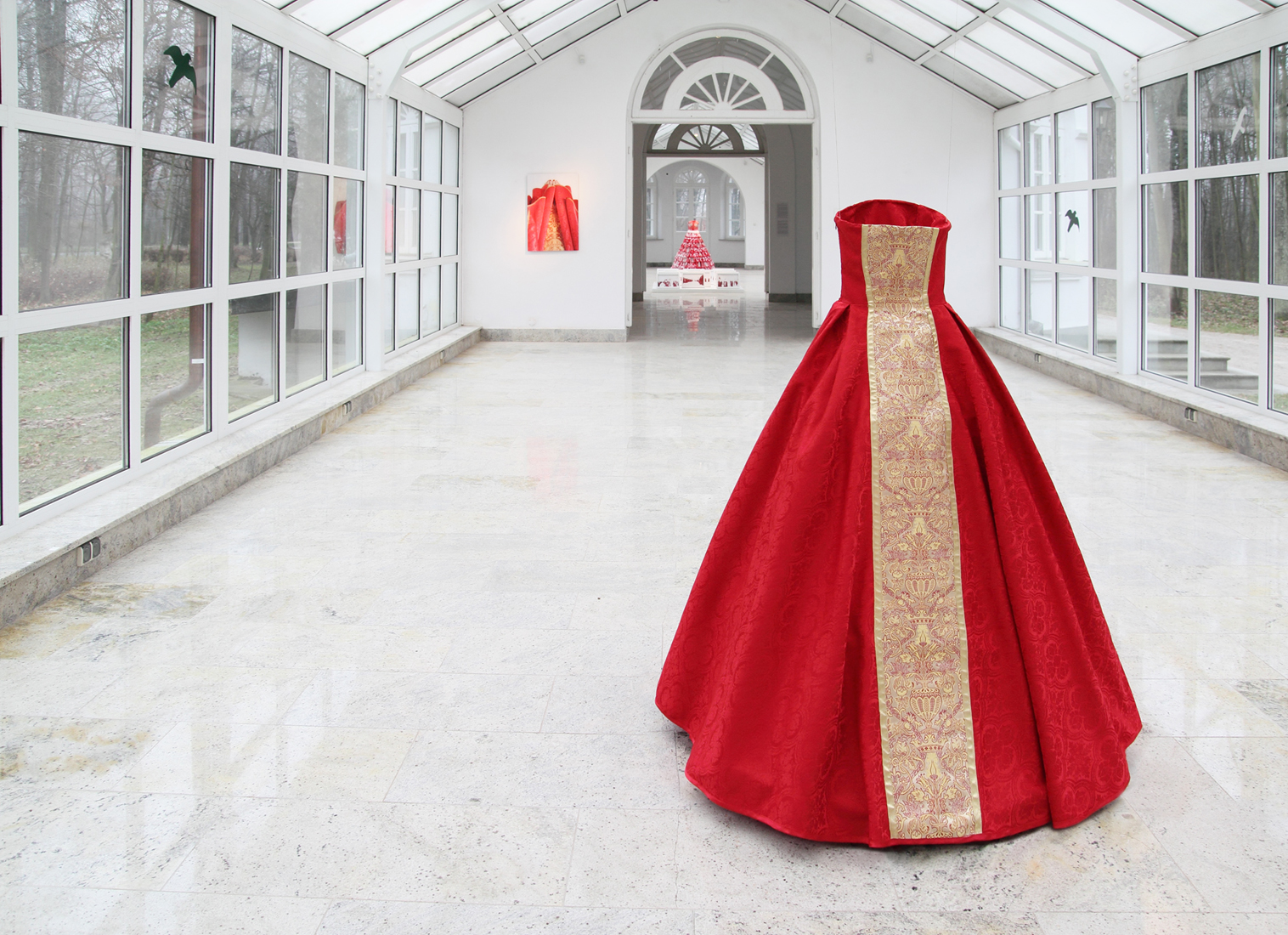
Sukniowstąpienie, obiekt (suknia inspirowana ornatem uszyta w Atelier Kasi Hubińskiej, mp3 z tekstem Ingi Iwasiów, drewniany stelaż), 2014, wystawa „Szalik i medalik”, Centrum Rzeźby Polskiej w Orońsku

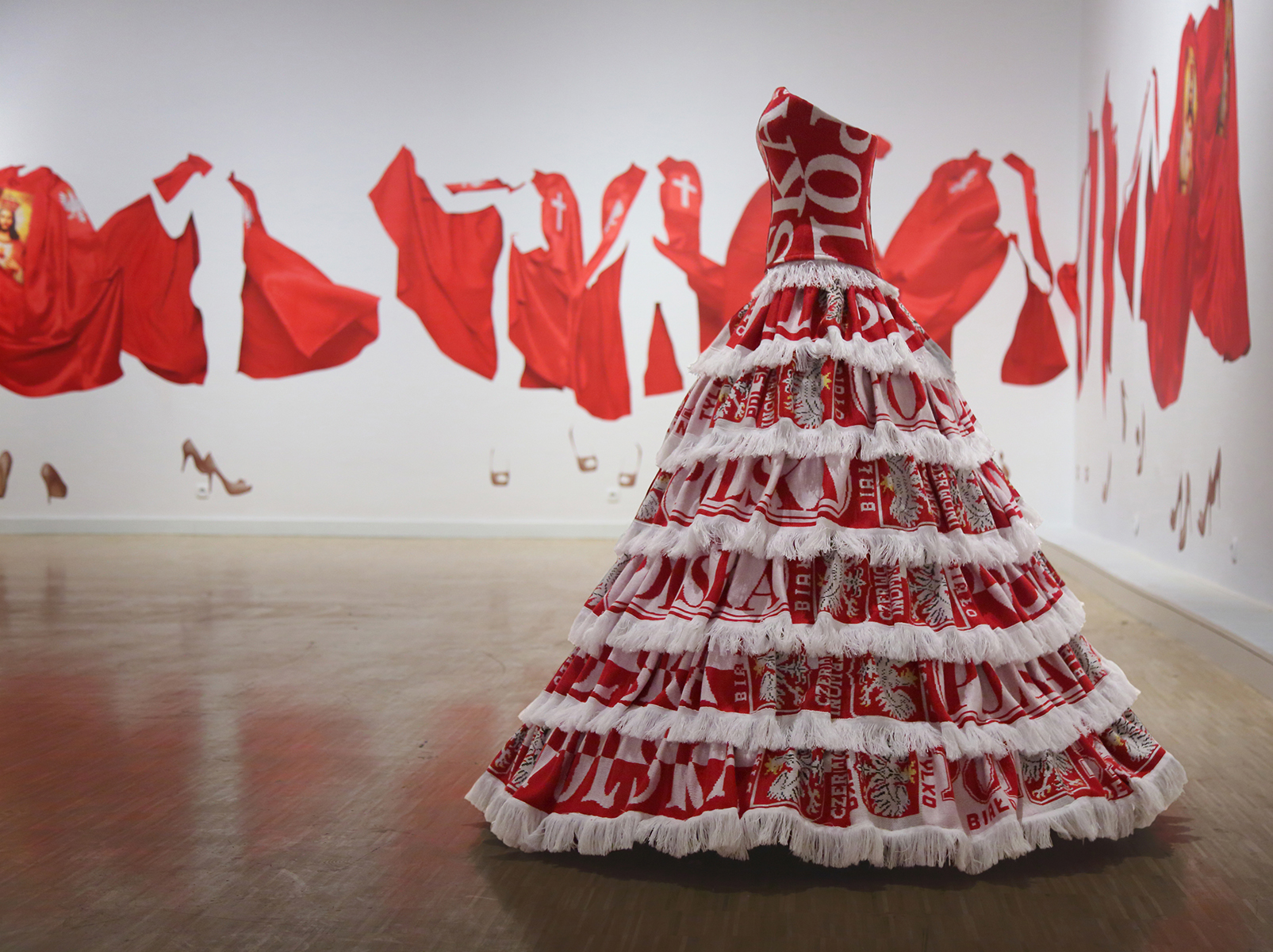
Kawiorowa patriotka, suknia uszyta z szalików kibiców reprezentacji Polski, wymiary około 120×140, 2015, na drugim planie fragment Face off, widok wystawy „Polki, Patriotki, Rebeliantki”, Galeria Arsenał, Poznań 2017

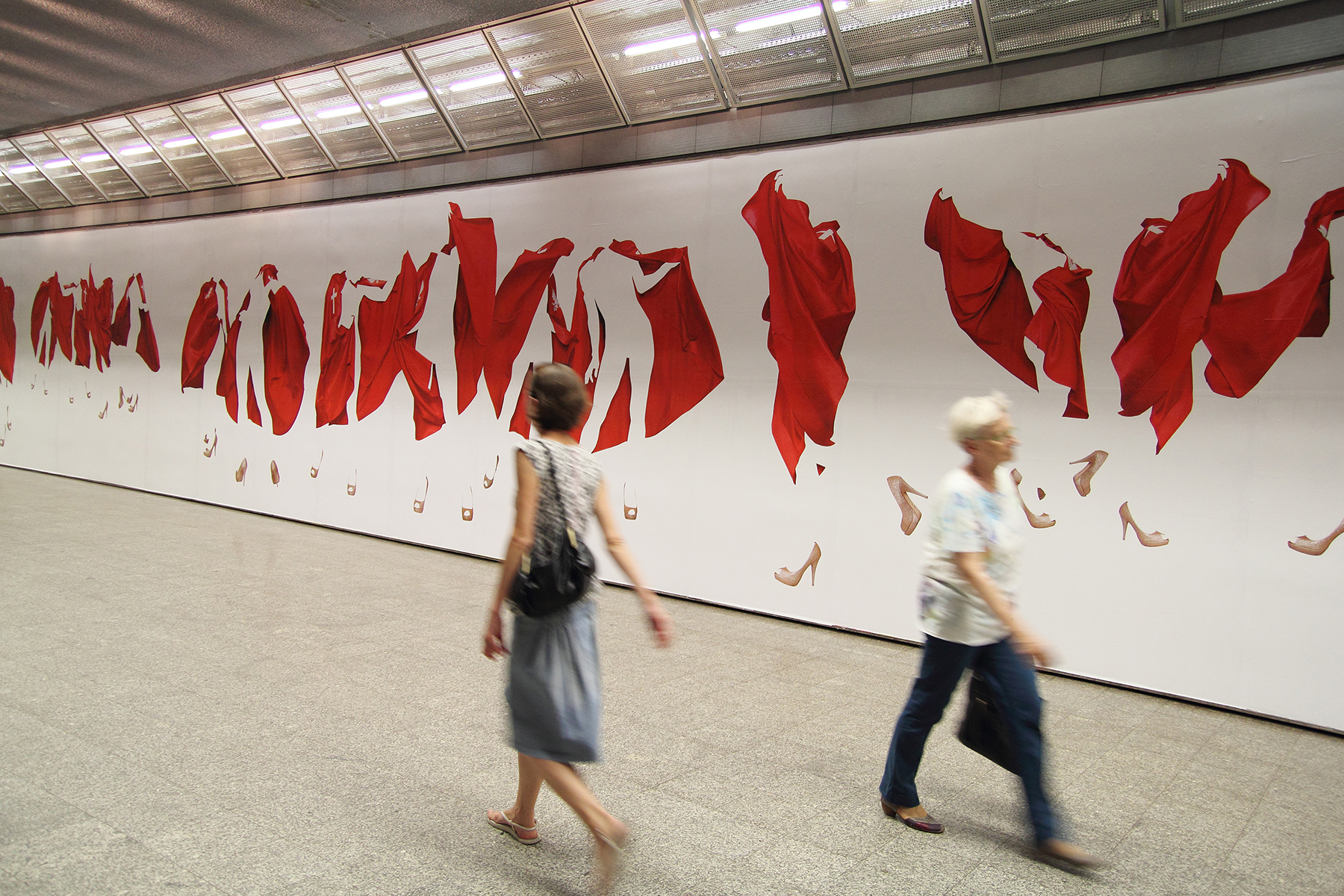
Face off, papierowy fresk na ścianie, rozmiary około 280×3300 cm

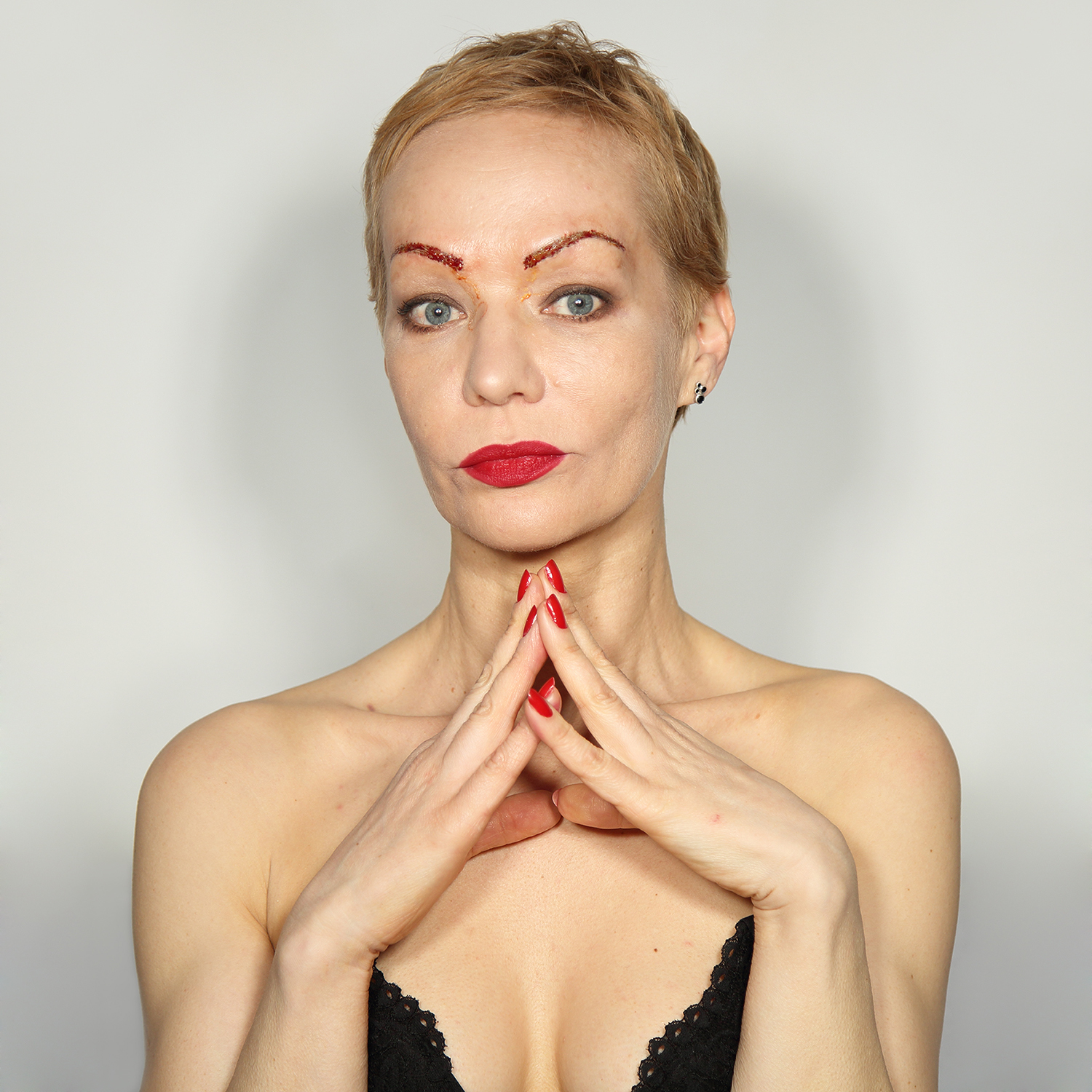
Agata Zbylut z serii Pańcia (autoportret), 60×60 cm, 2018

Agata Zbylut (ur. 27 maja 1974 w Zgorzelcu) – polska artystka wizualna, artystka multimedialna, fotografka, kuratorka wystaw, nauczycielka akademicka, wykładowczyni Akademii Sztuki w Szczecinie, feministka, artywistka.

## Życiorys
W latach 1989–1994 uczyła się w Liceum Sztuk Plastycznych w Jeleniej Górze. W latach 1993–1999 studiowała w Instytucie Kultury i Sztuki Plastycznej Wyższej Szkoły Pedagogicznej im. Tadeusza Kotarbińskiego w Zielonej Górze (dziś Instytut Sztuk Wizualnych Uniwersytetu Zielonogórskiego). Dyplom magisterski edukacji artystycznej w zakresie sztuk plastycznych otrzymała w 1999 w Pracowni Rysunku i Intermediów prowadzonej przez dr Zenona Polusa (1953-2013). W 2008 otrzymała stopień naukowy doktora sztuk plastycznych w zakresie sztuk użytkowych na Wydziale Komunikacji Multimedialnej Akademii Sztuk Pięknych w Poznaniu (dziś Uniwersytet Artystyczny w Poznaniu), a w 2012 otrzymała stopień doktor habilitowanej sztuk filmowych na Wydziale Operatorskim i Realizacji Telewizyjnej Państwowej Wyższej Szkoły Filmowej, Telewizyjnej i Teatralnej im. Leona Schillera w Łodzi.
W latach 2000–2005 była najpierw kuratorką, a później też kierowniczką Galerii Amfilada. W tym czasie galeria zorganizowała kilkadziesiąt wystaw zbiorowych i indywidualnych, takich artystów jak: Elżbieta Jabłońska, Sławomir Brzoska, Ryszard Górecki, Marcin Berdyszak. Pomysłowadczyni i kuratorka Festiwalu Sztuki Młodych PRZECIĄG, który w formie biennale odbył się w 2007 (laureatka Aleksandra Ska), 2009 (laureatka Anna Orlikowska) i 2011 (laureatka Justyna Górowska).
W 2004 koordynowała Narodowy Program Kultury „Znaki Czasu” w województwie zachodniopomorskim. W 2005 została odznaczona brązowym Medalem Zasłużony Kulturze Gloria Artis. W 2004 założyła Stowarzyszenie Zachęta Sztuki Współczesnej w Szczecinie, które realizowało ten ministerialny program. Od 2004 pełni funkcję prezeski tegoż stowarzyszenia, które w tym czasie zbudowało Kolekcję Regionalną Zachęty Sztuki Współczesnej – największy zbiór sztuki współczesnej w zachodnio-północnej Polsce. Działając w „Zachęcie” zorganizowała kilkadziesiąt wydarzeń artystycznych animujących lokalne środowisko artystyczne takich jak: PINK PONG (2010), Wunderkammer (2012) oraz wystaw na bazie tworzonej przez Stowarzyszenie Kolekcji: SPORES (2010) w nowo wybudowanym w centrum Szczecina biurowcu Oxygen należącym do Echo Inwestment, Nic nie jest wiecznie ważne (2011) w CSW Znaki Czasu w Toruniu, Siła człowieka nie zakrzywi światła w Galerii Manhattan (2014), Love me Tender w BWA w Gorzowie Wielkopolskim (2015). Początkowo jako prezeska Stowarzyszenia, a w latach 2010–2012 również jako powołana przez Miasto Szczecin koordynatorka ds. Trafostacji Sztuki w Szczecinie doprowadziła do powstania instytucji, którą w atmosferze skandalu Miasto Szczecin powierzyło do prowadzenia nowo powstałej spółce Baltic Contemporary.
W latach 2009–2018 adiunktka w Katedrze Projektowania Krajobrazu Zachodniopomorskiego Uniwersytetu Technologicznego w Szczecinie; w latach 2005–2006 Naczelniczka Wydziału Kultury, Departamentu Kultury, Edukacji i Sportu Urzędu Marszałkowskiego Województwa Zachodniopomorskiego. Od 2010 pracuje na Wydziale Sztuki Mediów, Fotografii i Filmu Eksperymentalnego Akademii Sztuki w Szczecinie (od 2013 na stanowisku profesor nadzwyczajnej, obecnie profesor uczelni), gdzie prowadzi Pracownię Fotografii i Działań Postartystycznych, a od 2018 jest kierowniczką Katedry Fotografii. Od 2019 jest także zatrudniona w Akademii WIT w Warszawie.
W dorobku ma ponad 100 wystaw indywidualnych i zbiorowych w Polsce, Niemczech, Białorusi, Rosji, Ukrainie, Francji, Chorwacji, Wielkiej Brytanii, USA. Mieszka i pracuje w Warszawie i Szczecinie.

## Twórczość

### Autoportrety
W twórczości Agaty Zbylut dominują autoportrety. Traktuje je jako najbardziej szczery sposób wypowiedzi, który jednocześnie wskazuje miejsce, z którego jest ona prowadzona, uwzględniając uwarunkowania takie jak płeć, wiek, uroda, rasa itp. Autoportret uważa również za najbardziej etyczną formą wypowiedzi, która wbrew tysiącletnim tradycjom nie zapożycza wizerunków innych osób, nie uzurpuje sobie prawa do tego, aby nimi dysponować, poddawać oglądowi i ocenie. Praktyka ta staje się szczególnie istotna w projektach, w których pracuje z własnym ciałem i wizerunkiem, jak np. Pańcia, podczas którego artystka eksperymentuje i poddaje swoje ciało zabiegom z zakresu medycyny estetycznej takim jak nawilżenie kwasem hialuronowym, botox czy nici liftingujące, a ich wyniki uwidocznia na autoportretach.

### Poruszane tematy
Narracja, którą prowadzi w swojej sztuce jest wynikiem obserwacji świata z kobiecej perspektywy.

Moja wypowiedź jest więc wypowiedzią kobiety, poszerzoną o obsesyjne obserwowanie innych kobiet – tego jak żyją, jakich dokonują wyborów, ich emocji, uwarunkowań kulturowych, socjologicznych i prawnych. Dostrzegam nierówności z którymi się zmagają, to że zazwyczaj startują z gorszej pozycji, po drodze pokonują wiele przeszkód i trudno im dojść tam, gdzie w męskim ciele fizycznym i kulturowym doszły by bez trudu. Szczególnie ważna są dla mnie relacje kobiet z własnymi ciałami, to w jaki sposób „mit urody” przejmuje władzę nad wieloma z nich oraz to jak doświadczenie i życiowa mądrość zmagają się z wymykającymi się standardom estetycznym ciałami.

W początkowym okresie twórczości sięga po tematy związane z zamążpójściem (Tak, czyli Nie i Najpiękniejszy dzień w życiu), macierzyństwem (Diane 35) czy szeroko rozumianym funkcjonowaniem młodej kobiety w społeczeństwie (W sztuce marzenia się spełniają, ale nie wszystkim). Konfrontuje oczekiwania stawiane kobietom w patriarchalnych kulturach z ich indywidualnymi oczekiwaniami i ambicjami (np. Jesteśmy Milutkie). Tematy te ewoluują wraz z wiekiem samej artystki i zostają poszerzone o doświadczenia i lęki dojrzałej kobiety (Świetliki, Pielgrzymka z Częstochowy, The Nude Who Went Down The Stairs, Now is Dancing in the Room).
Szczególne miejsce w tym czasie zyskują prace ogniskujące się na walce z ageizmem, body-shamingiem, wprzęgnięcie kobiet pomiędzy publiczną ocenę ich fizycznej atrakcyjności a przemysł beauty i fitness: Most Shocking is Not How Shocked You Are Now, But How Unshocked You Will Be in the Future, w którym artystka używa kuchni jako sali do ćwiczeń czy The Power of Love z użyciem plastrów do liftingu oraz Fotografia Intymna, gdzie przegląda miejsca intymne na ekranie laptopa. W zainaugurowanym podczas Biennale w Zielonej Górze projekcie 28.700,00 odwołując się do ikonicznego projektu Romana Opałki Obrazy liczone artystka zestawia swoje autoportrety z cenami zabiegów, którym poddaje własną twarz. W zamyśle projekt ten ma być prowadzony przez całe życie zwiększając liczbę w tytule po kolejnych zabiegach. Coraz większe liczby zamiast odliczać mijający czas odliczają sumy, które zostały wydane, aby ten czas zatrzymać. Stają się częścią procesu, który jest z góry skazany na niepowodzenie.
Motywem, który od lat przewija się w twórczości Zbylut są suknie. Pierwszą suknię-obiekt przygotowała dwa lata po studiach. Była to o 10 rozmiarów za duża suknia ślubna, którą wystawiła wraz z 13 zdjęciami, na których ją przymierza (Ponad miarę, ale w normie). Kolejną było Sukniowstapienie (suknia przypominająca ornat uszyta w Atelier Kasi Hubińskiej, z tekstem Ingi Iwasiów, 2014). Suknia ta została zainspirowana faktem dopuszczenia dziewczynek do służby ministranckiej w Kościele Katolickim, zadaje pytania o nieobecność kobiet na stanowiskach w strukturach kościelnych.
Kolejna suknia to Kawiorowa Patriotka, uszyta z szalików kibiców reprezentacji Polski (2017) przeznaczona dla wyczekiwanej przywódczyni Marszów Niepodległości i królowej stadionów. Jej uzupełnieniem stał się projekt Kawiorowe Patriotki, gdzie podczas rezydencji Enklawa w Galerii Propaganda została uszyta druga suknia z szalików, tym razem przeznaczona dla aktywistki Charlotte Drag Queer, które spełnia postulaty ciałopozytywności i wspiera nieheteronormatywność.
Ostatnią z nich jest Czarna, Czarna Spódnica obiekt kinetyczny, który reaguje na obecność widzów wirując wokół własnej osi. Tytuł nawiązuje do Czarnych Protestów, ale również do bajki o „czarnym, czarnym lesie”, bardzo popularnej w latach 80, którą dzieci i młodzież opowiadała strasząc się nawzajem.
Motyw ceremonialnego ubrania pojawił się również w projekcie Face Off (2015) zainstalowanym na 30 metrowej ścianie stacji Metro Marymont. Składa się z kilkudziesięciu tańczących kobiecych ciał ubranych w peleryny Rycerzy Chrystusowych. Cechą wspólną tych wszystkich projektów jest to, że ciało kobiece istnieje w nich jedynie potencjalnie. Zarówno suknie-obiekty, jak i fotografie zachowują jego kształt czyniąc samą kobietę nieobecną.

### Instagram
Swoją aktywność na Instagramie wykorzystuje zarówno do tego, aby analizować samo medium Insta Exercises (2017-2018), jak i jako platformę służącą do łączenia się, wspierania, wymiany doświadczeń i poszerzania świadomości feministycznej, równościowej, ekologicznej i artystycznej.

## Wybrane wystawy indywidualne
- 2019 – Panička, Galeria Miejska w Trzyńcu, Republika Czeska[50]
- 2019 – Tak Bardzo na Zawsze, Kolonia Artystów w Gdańsku[51]

- 2018 – Pańcia, Galeria Biała Centrum Kultury w Lublinie[52]

- 2015 – Face Off, Galeria Program, Warszawa[53]
- 2015 – Face Off, Galeria A19, Metro Marymont, Warszawa[54]
- 2014 – Szalik i medalik, Centrum Rzeźby Polskiej w Orońsku[55]
- 2014 – Perygeum, Gdańska Galeria Miejska, Gdańsk[56]
- 2012 – Nic nie jest takie jak mówią, Galeria BWA w Bielsku-Białej[57]
- 2011 – Bohaterki są zmęczone, Galeria Art Cube, Greifswald
- 2009 – W sztuce marzenia się spełniają, ale nie wszystkim, Muzeum Narodowe w Szczecinie
- 2009 – W sztuce marzenia się spełniają, ale nie wszystkim, Galeria XX1 Mazowiecki Instytut Kultury[58]
- 2007 – Tak, czyli Nie. Herstory, Galeria Manhattan, Łódź[59]
- 2005 – Jestem niczyja, Galeria ON, ASP w Poznaniu[60]
- 2003 – Gdy dorosnę chcę być piękna, Galeria Achmatowej, Pertersburg, Rosja
- 2002 – Jesteśmy milutkie, Galeria Instytutu Polskiego w Mińsku, Mińsk, Białoruś
- 2000 – W pięciu smakach, Galeria Amfilada, Szczecin
- 1999 – Ciało to za mało, wystawa dyplomowa, Supermarket Biedronka, Zielona Góra

## Wybrane wystawy zbiorowe
- 2020 – „…Która była”, Muzeum Narodowe w Gdańsku[61]
- 2019 – Stany Skupienia, Muzeum Współczesne Wrocław we Wrocławiu[62][63]
- 2019 – Królowa Pszczół, Galeria Kronika w Bytomiu[64]
- 2019 – Boli mnie, gdy się śmieję, Galeria BWA WARSZAWA[65]
- 2018 – Wielowątkowość taniny, CSW Znaki Czasu w Toruniu[66]
- 2018 – Na pozór silna dziewczyna, a w środku ledwo się trzyma, Galeria Lokal_30, Warszawa[67]
- 2017 – Granice / linie cięcia – Wystawa sztuki polskiej z kolekcji Centrum Sztuki Współczesnej w Toruniu, YermilovCentre, Charków[68]
- 2017 – Polki, Patriotki, Rebeliantki, Galeria Arsenał w Poznaniu[69]
- 2016 – Dotyk. O sztuce haptycznej, BWA w Kielcach[70]
- 2015 – Love me Tender, Miejski Ośrodek Sztuki W Gorzowie Wielkopolskim[71]
- 2015 – Przejścia graniczne, Galeria Biała, Lublin[72]
- 2013 – Teksty Konteksty Interteksty. Kolekcja w procesie. III pokaz zbiorów radomskiej „Elektrowni”, CSW Elektrownia, Radom[73]
- 2013 – POZA CZASEM – Spectra Art Space, Fundacja Rodziny Staraków, Warszawa[74]
- 2012 – Medialny Stan Wyjątkowy, Galeria EL w Elblągu[75]
- 2011 – Polityka – polskie wybory 1944 – 2010, Muzeum Narodowe w Szczecinie
- 2010 – Sukienka, Zamek Centrum Kultury w Poznaniu[76]
- 2010 – Najprawdziwsze historie miłosne. Alegorie miłości we współczesnej sztuce polskiej, Muzeum Narodowe w Szczecinie[77]
- 2009 – Transfer: Polen I, Schafhof – Europäisches Künstlerhaus Oberbayern, Freising, Niemcy
- 2008 – Miejsce do mieszkania, miejsce do kochania…, Bałtycka Galeria Sztuki Współczesnej w Słupsku[78]
- 2007 – Profile I: Polish Art Today, Anya Tish Galery, Houston USA
- 2005 – Przestrzenie intymności, Muzeum Narodowe w Szczecinie
- 2005 – ANNE, MARIE, MADELEINE – PHOTOGRAPHIE POLONAISE CONTEMPORAINE, Rok Polski we Francji, Stowarzyszenie Apolonia, Strassbourg, Francja
- 2003 – Wspólna pasja, Faunomania, Centrum Rzeźby Polskiej w Orońsku
- 2001 – SYBARIS – IV Bałtyckie Biennale Sztuki Współczesnej w Szczecinie, Muzeum Narodowe w Szczecinie

## Prace w kolekcjach
- Gdańska Kolekcja Sztuki Współczesnej; Depozyt Gminy Miasta Gdańsk w NOMUS Nowym Muzeum Sztuki Oddziale Muzeum Narodowego w Gdańsku w budowie[79]
- Centrum Sztuki Współczesnej „Znaki Czasu” w Toruniu[80]
- Muzeum Narodowe w Szczecinie[81]
- Mazowieckie Centrum Sztuki Współczesnej „Elektrownia” w Radomiu[82]

## Stypendia i rezydencje
- 2009 – Stypendium pobytowe Schafhof-Europäisches Künstlerhaus Oberbayern, Freising (Monachium), Niemcy[83]
- 2008 – Stypendium Artystyczne Marszałka Województwa Zachodniopomorskiego[83]
- 2003-2004 – roczne Stypendium Fundacji Mendelsona w Berlinie[83]
- 2000 – Stypendium pobytowe w Meklenburskim Domu Sztuki Schloss Plüschow, Niemcy[83]

## Publikacje
- Muka. Publikacja monograficzna Agaty Zbylut, red. Łukasz Musielak, recenzja naukowa Magdalena Ujma, wydawca: Wydawnictwo Naukowe Wydziału Malarstwa i Nowych Mediów Akademii Sztuki w Szczecinie, Szczecin 2019, współwydawca: Galeria Biała Centrum Kultury w Lublinie. ISBN 978-83-951340-6-7, ISBN 978-83-62191-50-5
- Widzenie siebie, Selfie, Autoportret Terapia – publikacja pokonferencyjna II Ogólnopolskiej Fotograficznej Konferencji Naukowej „Widzenie siebie” w Akademii Sztuk Pięknych w Katowicach (2018), artykuł THE NUDE WHO WENT DOWN THE STAIRS, NOW IS DANCING IN THE ROOM wydawca: Akademia Sztuk Pięknych w Katowicach Katowice 2019. ISBN 978-83-65825-34-6
- Agata Zbylut, katalog wydany przez Galerię Bielską BWA, autorki tekstów: Magdalena Ujma, Agata Smalcerz, Aleksandra Gieczys-Jurszo, Magdalena Wichierkiewicz, Bielsko-Biała 2012. ISBN 978-83-87984-78-6
- Póki my żyjemy katalog 9. Triennale Młodych w Centrum Rzeźby Polskiej w Orońsku (artykuł Agaty Zbylut Ponad miarę, ale w normie) kuratorka i redaktorka projektu: Marta Czyż, wydawca Centrum Rzeźby Polskiej w Orońsku, 2020. ISBN 978-83-64653-27-8
- Reborn Dogs. Nowe interpretacje sztuki wobec nie-ludzkiego (artykuł Agaty Zbylut. Biegnij szybko gryź mocno s.133-142), red. Magdalena Swacha, recenzja naukowa prof. Roman Kubicki wydawca Stowarzyszenie Publish Art, 2019. ISBN 978-83-941932-4-9
- Ingerencja w obraz fotograficzny jako strategia artystyczna od Hippolita Bayardado sztuki postinternetowej. „Rynek, społeczeństwo, kultura”  2015, 4 (16). ISSN 2300-5491.